# Roland Claus

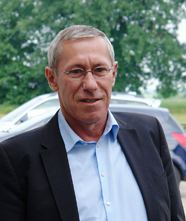
Roland Claus (2012)

Roland Claus (* 18. Dezember 1954 in Hettstedt) ist ein ehemaliger deutscher Politiker (SED/PDS/Die Linke). Er war Mitglied der DDR-Volkskammer und Abgeordneter im Landtag von Sachsen-Anhalt. Von 1998 bis 2002 und von 2005 bis 2017 war er Mitglied des Deutschen Bundestages, von 2000 bis 2002 als Vorsitzender der PDS-Bundestagsfraktion. Claus war inoffizieller Mitarbeiter der DDR-Staatssicherheit.

## Biographie

### In der DDR
Nach dem Schulbesuch in Hettstedt und Merseburg begann Claus ein Studium an der Technischen Hochschule Leuna-Merseburg. 1976 beendete er sein Studium als Dipl.-Ing. oec.
Von 1978 bis zur Wende und friedlichen Revolution in der DDR war er in diversen Wahlfunktionen bei der FDJ tätig, u. a. war er Erster FDJ-Bezirkssekretär in Halle (Saale). Am 9. November 1989 wurde er als Nachfolger von Hans-Joachim Böhme noch zum letzten 1. Sekretär der SED-Bezirksleitung des größten SED-Bezirks Halle gewählt. In dieser Funktion war er maßgeblich an der Wandlung der SED-PDS seit dem außerordentlichen Parteitag vom Dezember 1989 beteiligt.

### Inoffizieller Mitarbeiter der DDR-Staatssicherheit
Claus hat Aufzeichnungen der Hauptverwaltung A (HVA) zufolge von Mitte der 1970er- bis Mitte der 1980er-Jahre „in der bisherigen inoffiziellen Zusammenarbeit eine zuverlässige Arbeit“ geleistet. Gemäß einem Aktenstück, das sich auf ein Schreiben zum „Kaderauftrag 1796“ bezieht, heißt es: „Claus, Roland, geb. am 18. Dezember 1954 in Hettstedt ist für unsere Diensteinheit positiv erfasst. C. leistete in der bisherigen inoffiziellen Zusammenarbeit eine zuverlässige Arbeit. […] Zum vorgesehenen Einsatz in die Kaderreserve des ZK der SED bestehen durch uns keine Einwände. gez. Beyer, Oberst, stellv. Leiter der Abteilung.“
Die HVA legte am 26. September 1977 eine IM-Akte mit dem Decknamen Peter Arendt an. In einem „Bericht zu Roland Claus“ heißt es: „Nach positivem Hinweis der KP ‚Kiefer‘ im Mai 1976 kam es am 16. September 1977 in der TH Merseburg zur Werbung des C. als IM der Kategorie IMS mit Decknamen ‚Peter Arendt’.“ Nach den Unterlagen des BStU war Claus 1982 in der HVA-Abteilung für Wissenschaft und Technik „für unsere Diensteinheit positiv erfasst“. Unter der Überschrift „Operative Nutzung des Roland C. als IM“ heißt es weiter: „Roland C. wurde als IMS zur Erarbeitung von Kaderhinweisen genutzt. […] In seiner Arbeit als IM wird er als positiv eingeschätzt.“
Claus bestritt in einer Stellungnahme, IM gewesen zu sein und einen Decknamen angenommen zu haben: „Eine Tätigkeit für die HVA des MfS habe ich weder angestrebt noch ausgeführt“.
Der Immunitätsausschuss des Deutschen Bundestages stellte am 9. November 2006 eine inoffizielle Tätigkeit von Claus als erwiesen fest. Der Aktenbestand zu Claus umfasse zehn Seiten und den Zeitraum vom 31. Mai 1976 bis zum 6. Januar 1989. Der geringe Umfang des Materials erkläre sich dadurch, dass die HVA Unterlagen vernichten konnte. Trotzdem sei aber durch die Rosenholz-Akten eine Erfassung Roland Claus’ durch das MfS festzustellen. Weiterhin wurde eine Personalakte und eine Arbeits- bzw. Berichtsakte angelegt.
Die betreffenden zehn Seiten enthalten gemäß dem zuständigen Bundestagsausschuss insgesamt fünf Karteikarten, Schreiben und Berichte.

### In der Bundesrepublik Deutschland: ab 1990
Von 1990 bis 1997 war er Landesvorsitzender der PDS in Sachsen-Anhalt. Nach der Volkskammerwahl 1990 war Claus von März bis Oktober 1990 für die PDS Mitglied der ersten frei gewählten Volkskammer. Anschließend war er bis 1998 Mitglied des Landtages von Sachsen-Anhalt. Er gilt als der Vater der Tolerierung der Minderheitsregierung von Reinhard Höppner (SPD) 1994 bis 2002 durch die PDS, die als Magdeburger Modell bekannt wurde.
Nach der Bundestagswahl 1998 wurde er Mitglied des Deutschen Bundestages. Dort war er zunächst Parlamentarischer Geschäftsführer der PDS-Bundestagsfraktion und ab 2. Oktober 2000, als Nachfolger von Gregor Gysi Fraktionsvorsitzender.

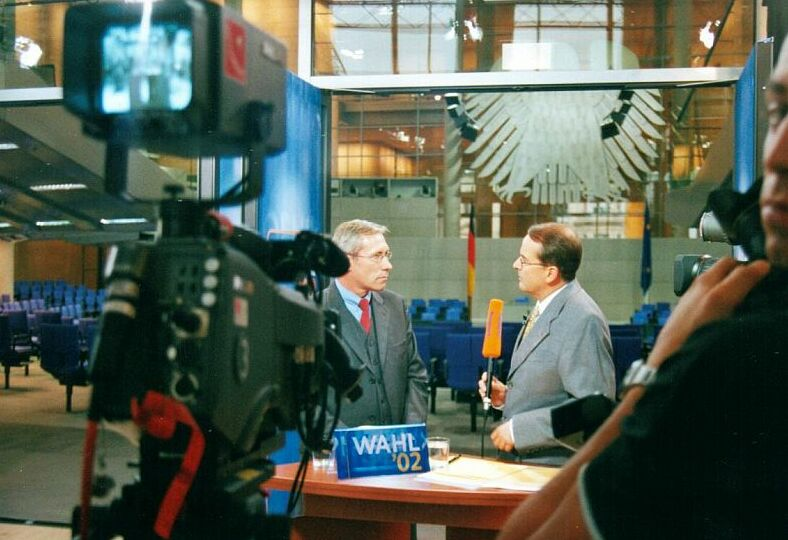
Roland Claus (links) am Abend der Wahl zum Deutschen Bundestag 2002

Bei der Bundestagswahl 2002 war Claus einer der vier Spitzenkandidaten seiner Partei. Nach dem Scheitern der PDS an der Fünf-Prozent-Hürde schied Claus aus dem Bundestag aus. Er kritisierte die Rolle der Parteivorsitzenden Gabi Zimmer und unterstützte eine Abwahl der Vorsitzenden. Als nach einer Abstimmungsniederlage keiner der angekündigten Kandidaten antrat, entschied sich Claus selbst für eine Kandidatur, obwohl er gemäß eigener Aussage nach den vorherigen Entscheidungen des Parteitages selbst nicht an seine Wahl glaubte. Nach seiner deutlichen Niederlage nahm er eine Stelle als Koordinator der sechs PDS-Landtagsfraktionen an.
Bei der vorgezogenen Bundestagswahl 2005 am 18. September zog Claus erneut über die Landesliste Sachsen-Anhalts in den Deutschen Bundestag ein; dort vertrat er die Linksfraktion als ordentliches Mitglied im Haushaltsausschuss und im Finanzausschuss.
Roland Claus scheiterte bei der Bundestagswahl 2009 im Bundestagswahlkreis Burgenland – Saalekreis (Wahlkreis 74) beim Kampf um das Direktmandat mit 31,7 % der Erststimmen um 1,3 % an CDU-Kandidat Dieter Stier. Als Platz 4 auf der Landesliste der Partei Die Linke zog er dennoch in den Deutschen Bundestag ein. Bei der Bundestagswahl 2013 gelang ihm der Wiedereinzug in das Parlament. Claus gehörte dem neunköpfigen Gremium zur Überwachung des Finanzmarktstabilisierungsfonds an.

### DieBush-Entschuldigung
In der PDS geriet Claus für seine Entschuldigung bei US-Präsident George W. Bush in Kritik: Nachdem einige Fraktionsmitglieder während der Rede des US-Präsidenten im Deutschen Bundestag 2002 ein Transparent mit dem Spruch „Mr. Bush + Mr. Schröder: Stop your wars!“ entrollt hatten, bat Claus Bush um Entschuldigung. Dies brachte weite Teile der Parteibasis gegen ihn auf; ihm wurde ein zu staatstragendes Politikverständnis vorgeworfen und er vertrete nicht offensiv genug die Positionen der PDS.